# Intradevco Industrial
Intradevco Industrial o simplemente Intradevco es un conglomerado industrial peruano de fabricación bienes de consumo de limpieza para el hogar, la cual es propiedad de la empresa peruana Alicorp quien la compró por un valor de 490.5 millones de dólares.

## Historia
A principio del siglo XX, el empresario Thomas N. Fox, un joven emprendedor nacido en la ciudad de Racine (Wisconsin) en Estados Unidos  viajó y se formó en Perú con Frank de Freire que era un joven ingeniero peruano, para formar la Interamerican Trade Development Company, para poder fabricar bajo la licencia, los más afamados productos de limpieza para el hogar de la SC Johnson & Son. Luego quince años después, se obtuvieron licencia de otra empresa norteamericana como Sara Lee, para la fabricación del betún Kiwi.
Con la experiencia de Thomas Fox quien en el Departamento de Comunicaciones de la Marina Norteamericana y el ímpetu empresarial de ambos los llevó a la fabricación de radios y televisores de la prestigiosa marca JVC del Japón.  Es así como se convirtió en uno de los grandes conglomerados industriales del Perú, con una muy importante facturación y un gran número de empleados.
Años después sumaría a sus operaciones, la actividad extractiva de oro, en el río del departamento de Madre de Dios, para lo que construyó en Brasil. La diversidad de actividades y la relación con grandes transnacionales de prestigio, permitió consolidar una gran experiencia y un sólido equipo humano, que sigue siendo parte de la empresa. Los cambios políticos y económicos ocurridos en el país en aquellos años de los setenta e inicios de los ochenta obligaron a la empresa a reducir sus operaciones a un 10% cerrando las divisiones Electrónica y extractiva de Oro.
En el año de 1992, animado por las nuevas condiciones económicas y sociales para la inversión en el país, un grupo de jóvenes empresarios peruanos adquirió esta empresa y le dio impulso al comprar a la empresa estadounidense Procter & Gamble la famosa marca Sapolio, empleado para el lavado de las ollas y utensilios para cocina y otras superficies duras, pero de gran reconocimiento en el mercado local.    
Una segunda gran crisis sobrevino en los  años posteriores, cuando S.C. Johnson & Son terminó, sorpresivamente el contrato de producción que mantuvo por más de 50 años y que representaba más del 80% de la facturación total. En estas circunstancias la empresa, con el apoyo y entusiasmo de su personal técnico y comercial, decide hacer uso de su marca Sapolio para la elaboración de otros productos de limpieza del hogar, como detergentes en pasta y líquidos para el lavado de vajillas, detergente en Polvo para el lavado de ropa doméstica e industrial, ceras para pisos, y desinfectantes que alcanzaron rápidamente gran aceptación.
En este empeño, la Gerencia decide incursionar en productos para el cuidado, con la marca Dento. Posteriormente Intradevco registra otras marcas como Aval y Geomen que utiliza para el lanzamiento de productos de cuidado personal como champú, desodorantes, y bloqueadores solares. En la actualidad tiene varias fábricas en Perú, Chile y Uruguay  y exporta sus productos a varios países, además que se compró a la empresa chilena Klenzo.
En el 2019 la empresa alicorp compra los derechos de la empresa convirtiéndola en su matriz.

## Sitio web
Historia del sitio web (1999-2019) 
El sitio web fue lanzado en 1999 